# 기타시코쿠
기타시코쿠(일본어: 北四国)는 시코쿠 4개 현 중에서 가가와현과 에히메현을 아울러 일컫는 명칭이다.

## 개요
시코쿠 북부의 기타시코쿠에 대응하여 시코쿠 남부의 도쿠시마현과 고치현을 미나미시코쿠라고 부른다. 단, 지리적으로 볼 때 도쿠시마 현과 에히메 현은 위도상으로는 비슷한 위치에 있으며, 오히려 도쿠시마 현이 약간 북쪽에 위치하고 있다. 대부분의 지역이 태평양에 면해있는 미나미시코쿠에 비해, 기타시코쿠는 세토 내해에 면하고 있는 지역이 많다.
고도 경제 성장기 이후에는 태평양 벨트의 일부로서 발전하여, 시코쿠 지방 안에서는 비교적 소득수준과 공업생산량이 높은 편이다.
시고쿠 각지를 연결하는 시코쿠 횡단 자동차 도로(四国横断自動車道)의 개통 등 교통편이 개선되어서 요즘에는 시코쿠를 남북 2개의 블록으로 나누는 경우는 줄어들고 있다.
또한, 기타시코쿠와 미나미시코쿠의 경계를 시코쿠 산지(四国山地)로 오해하는 경우가 많으나, 시코쿠 산지는 고치 현과 에히메 현・도쿠시마 현 사이에 위치한다. 또한, 도쿠시마 현과 가가와 현은 고도가 낮은 사누키 산맥(讃岐山脈)으로

## 다른 지역과의 관계
기타시코쿠 지방은 세토 내해를 사이에 둔 주고쿠 지방과 경제적・인적 연계가 강하다. 특히 전통적으로 가가와 현은 오카야마현과, 에히메 현은 히로시마현과의 관계가 깊다.
양쪽 지방의 방언이 비슷하다거나, 상대 지방의 방송을 수신할 수 있는(오카야마 현과 가가와 현은 동일 방송 대상 지역이다) 등 문화면에서도 관련성을 엿볼 수 있다. 또한, 혼슈시코쿠 연락교(本州四国連絡橋)의 개통으로 교통편이 개선되어 연계가 더욱 강해졌다고 하나 한편으로 시코쿠 내의 교통도 고속도로의 연장과 철도의 고속화로 개선되었기 때문에, 기타시코쿠와 산요 지방의 연계가 강화되었다기 보다는 주고쿠・시코쿠 지방의 일체화라고 평가되고 있다.